# Cristián Zavala
Cristián Alexander Zavala Briones, noto semplicemente come Cristián Zavala (Puente Alto, 3 agosto 1999), è un calciatore cileno, difensore del Colo-Colo e della nazionale cilena.

## Carriera

### Club
Cresciuto nel settore giovanile del Colo-Colo, all'età di 15 anni abbandona il club passando prima al Magallanes ed in seguito al Coquimbo Unido; debutta fra i professionisti il 28 luglio 2018 in occasione dell'incontro di Primera B perso 2-0 contro il Santiago Wanderers.
Nel 2020 gioca in prestito in terza divisione al Fernández Vial e nel 2021 passa a titolo definitivo al Dep. Melipilla.

### Nazionale
Debutta con la nazionale cilena il 9 dicembre 2021 giocando da titolare l'amichevole pareggiata 2-2 contro il Messico.

## Statistiche
Statistiche aggiornate al 2 gennaio 2022.

### Presenze e reti nei club
| Stagione        | Squadra         | Campionato      | Campionato | Campionato | Coppe nazionali | Coppe nazionali | Coppe nazionali | Coppe continentali | Coppe continentali | Coppe continentali | Altre coppe | Altre coppe | Altre coppe | Totale | Totale | Totale |
| Stagione        | Squadra         | Comp            | Pres       | Reti       | Comp            | Pres            | Reti            | Comp               | Pres               | Reti               | Comp        | Pres        | Reti        | Pres   | Reti   |        |
| --------------- | --------------- | --------------- | ---------- | ---------- | --------------- | --------------- | --------------- | ------------------ | ------------------ | ------------------ | ----------- | ----------- | ----------- | ------ | ------ | ------ |
| 2018            | Coquimbo Unido  | 1B              | 3          | 0          | CC              | 1               | 0               |                    | -                  | -                  |             | -           | -           | 4      | 0      |        |
| 2019            | Coquimbo Unido  | A               | 4          | 0          | CC              | 2               | 1               |                    | -                  | -                  |             | -           | -           | 6      | 1      |        |
| 2020            | Fernández Vial  | SD              | 8          | 1          | CC              | 0               | 0               |                    | -                  | -                  |             | -           | -           | 8      | 1      |        |
| 2020            | Coquimbo Unido  | A               | 7          | 0          | CC              | 0               | 0               | CS                 | 0                  | 0                  |             | -           | -           | 7      | 0      |        |
| 2021            | Dep. Melipilla  | A               | 31         | 5          | CC              | 1               | 0               |                    | -                  | -                  |             | -           | -           | 32     | 5      |        |
| Totale carriera | Totale carriera | Totale carriera | 53         | 6          |                 | 4               | 1               |                    | 0                  | 0                  |             | -           | -           | 57     | 7      |        |

### Cronologia presenze e reti in nazionale
| Cronologia completa delle presenze e delle reti in nazionale ― Cile | Cronologia completa delle presenze e delle reti in nazionale ― Cile | Cronologia completa delle presenze e delle reti in nazionale ― Cile | Cronologia completa delle presenze e delle reti in nazionale ― Cile | Cronologia completa delle presenze e delle reti in nazionale ― Cile | Cronologia completa delle presenze e delle reti in nazionale ― Cile | Cronologia completa delle presenze e delle reti in nazionale ― Cile | Cronologia completa delle presenze e delle reti in nazionale ― Cile |
| Data                                                                | Città                                                               | In casa                                                             | Risultato                                                           | Ospiti                                                              | Competizione                                                        | Reti                                                                | Note                                                                |
| ------------------------------------------------------------------- | ------------------------------------------------------------------- | ------------------------------------------------------------------- | ------------------------------------------------------------------- | ------------------------------------------------------------------- | ------------------------------------------------------------------- | ------------------------------------------------------------------- | ------------------------------------------------------------------- |
| 9-12-2021                                                           | Austin                                                              | Messico                                                             | 2 – 2                                                               | Cile                                                                | Amichevole                                                          | -                                                                   | 81’                                                                 |
| 12-12-2021                                                          | Los Angeles                                                         | El Salvador                                                         | 0 – 1                                                               | Cile                                                                | Amichevole                                                          | -                                                                   | 66’                                                                 |
| 22-3-2024                                                           | Parma                                                               | Albania                                                             | 0 – 3                                                               | Cile                                                                | Amichevole                                                          | -                                                                   | 87’                                                                 |
| Totale                                                              |                                                                     | Presenze                                                            | 3                                                                   |                                                                     | Reti                                                                | 0                                                                   |                                                                     |

## Palmarès

### Club

#### Competizioni nazionali
- Campionato cileno: 2

Colo-Colo: 2022, 2024
- Supercopa de Chile: 1

Colo-Colo: 2024